# Кам'янець-Подільська телещогла
Кам'янець-Подільська телещогла — телекомунікаційна щогла заввишки 252 м, споруджена у 1983 році в селі Кульчіївці Кам'янець-Подільського району Хмельницької області.

## Характеристика
Висота вежі становить 252 м. Висота над рівнем моря — 319 м. Радіус потужності покриття радіосигналом становить 65 км. Прорахунок для DVB-T2 — 230 м.